# Душан Видаковић
Душан Видаковић (Ваљево, 1969) српски је новинар, песник, критичар, есејиста и афористичар. Превођен је на више језика.

## Биографија
Уређивао је часописе Ваљевска књижевна радионица и Књижевна реч. Од средине 1990-их, публиковао је неколико хиљада новинских текстова, највише у српским дневним листовима (Блиц, Демократија, Борба, Данас, Балкан, Дневник). Био је извештач током НАТО агресије на Србију. Специјалност су му разговори са књижевницима и другим уметницима. Посебно подручје интересовања су му били ствараоци из круга неоавангардног покрета сигнализам. Такође се у више наврата бавио писањем о карикатури и стрипу.
Аутор је песничких збирки: Брзином воза (1992), Књига о Ходу (1994), Екстрасистола (1994), Исцрпљивање ничим (2003) и Балкан/Балтик (2010). Један је од приређивача сепарата “Srbska literatura” који је, на словеначком језику, изашао у љубљанској ревији Apokalipsa (1999), као и тематског блока „The tanka of Southeastern Europe” штампаног, на енглеском језику, у америчком часопису Atlas Poetica (2013).
У иностранству су издата два избора из Видаковићеве поезије: на словеначком језику S prebolene obale („Са прежаљене обале”, 2005) и на пољском Na rozdrożach („На раскршћима”, 2014). Песме и интервјуи су му превођени и на енглески, руски, немачки, мађарски, шведски, словачки и македонски језик и заступљене у више десетина антологија и зборника у Србији и свету.
Добитник је, између осталог, и награде међународне књижевне манифестације „Момини дани“ (2016) у част писца Моме Димића.

## Критичка рецепција
О делу Душана Видаковића писали су критичари, теоретичари и есејисти Никола Милошевић, Мирољуб Тодоровић, Радован Бели Марковић, Драган Јовановић Данилов, Ненад Милошевић, Милета Аћимовић Ивков, Мома Димић, Јадран Залокар, Илија Бакић, Енес Халиловић, а посебно аналитично др Милослав Шутић и др Живан Живковић.
- „Очита успешност ове збирке /Екстрасистола/ — прве збирке танки домаћег аутора — доказује да се танке могу писати и у временски и просторно удаљеним културама. И сам маг речи, Борхес писао их је свестан да меша духове различитих цивилизација. У времену глобализације културних образаца прожимања су неминовна. Ако није у питању механичко мешање резултат сусрета различитости нуди неочекиване визуре сагледавања спољњих и унутрашњих песничких светова. Видаковићеве танке свакако су потврда овог става.” — Илија Бакић[9]
- „Став Александра Баљка да се и велике драме могу играти на малој сцени нашао је изузетну потврду у Исцрпљивање ничим Душана Видаковића. На хаику форму Видаковић је мајсторски накалемио сензације над балканским бесмислицама и уденуо их у свевременске поруке. На корицама књиге Никола Милошевић је забиљежио да Видаковић највеће домете остварује када ствара по кључу антрополошког песимизма.” — Енес Халиловић[10]
- „Душан Видаковић суверено ходочасти стазом класично/новог хаику објешењачке постмодерне. У похвали друмоликости свега, раздражености емоција, грчењу паслика, запитаности трајањем тренутка.” — Јадран Залокар[11]
- „Књига /Балкан Балтик/ Душана Видаковића (1969), аутора несвакидашње префињености и инвенције, наставак је његових трагања за смислом песничког израза, његовим границама као и односа/релација традиције и савремености. (...) Видаковић на почетку књиге цитира песника Транстремера који инсистира на сусретањима крајности у поезији које има снагу да племенито повеже супротности. Пратећи овај смер промишљања поетике, Видаковић је отворио сасвим нове просторе стиховног изражавања. Стога је Балкан Балтик Видаковићев велики искорак ка ослобађању од свих стега које ограничавају машту и њено претапање у песму.” — Илија Бакић[12]

## Дела
Књиге
- Брзином воза: хаику и надхаику, „Графопублик”.
- Књига о Ходу, „Дом”, Ниш, 1994.
- Екстрасистола: танке, „Рад”.
- Брзином воза, „Феникс”, Београд, 1997.
- Књига о ходу, „Феникс”, Београд, 1997.
- Исцрпљивање ничим: хаику из доба горчине, „Калеком”.
- S prebolene obale = From the forsaken shore (словеначки, енглески), Друштво „Апокалипса”, Љубљана, Словенија. 2005.  978-961-6314-81-7.
- Балкан Балтик, „Либер”.
- ,  Пољска. 2014.  978-83-64263-08-8.